# Ephraim Mirvis
Rabbi Sir Ephraim Yitzchak Mirvis (Johannesburg, 7 settembre 1956) è un rabbino britannico, considerato la massima autorità spirituale e morale ebraica ortodossa in Gran Bretagna, col titolo di Chief Rabbi of Great Britain and the Commonwealth of Nations dalla sua nomina il 1º settembre 2013, quale successore di Lord Jonathan Sacks. Ha precedentemente servito come Rabbino capo dell'Irlanda.

## Collaborazione interreligiosa
Mirvis è stato Presidente del "Council of Christians and Jews" (CCJ) irlandese dal 1985 al 1992. Ha inoltre partecipato al dialogo tra rappresentanti delle chiese nel Regno Unito presso il Castello di Windsor e Lambeth Palace. Nel 2005 ha tenuto una lezione alla conferenza del CCJ presso il Sinodo della Chiesa anglicana.
Mirvis è stato il primo rabbino della United Synagogue ad ospitare la lezione di un imam, Mohammed Essam El-Din Fahim, presso la sua sinagoga. Ha portato anche una delegazione di membri della sua comunità alla Moschea Finchley e avviato un progetto congiunto tra la sua sinagoga e la moschea per un giorno di servizio liturgico pubblico ebraico-musulmano il 25 dicembre di ogni anno.
Nel 1990 ha ricevuto il Jerusalem Prize per l'Istruzione nella Diaspora, a nome delle Scuole Ebraiche Stratford, dal Presidente di Israele, Chaim Herzog.